# Nickel(II)-iodid
Nickel(II)-iodid ist eine chemische Verbindung der Elemente Nickel und Iod. Der Reinstoff ist ein schwarzer, kristalliner Feststoff, der bei 797 °C schmilzt.

## Gewinnung und Darstellung
Nickel(II)-iodid kann direkt aus den Elementen gewonnen werden:
{\displaystyle \mathrm {Ni+I_{2}\longrightarrow NiI_{2}} }
Eine weitere Möglichkeit der Darstellung ist die Iodierung von Nickel(II)-chlorid mit Natriumiodid:
{\displaystyle \mathrm {NiCl_{2}+2\ NaI\longrightarrow NiI_{2}+2\ NaCl} }
Ebenfalls möglich ist die Darstellung durch Reaktion von Nickel(II)-hydroxid oder Nickel(II)-carbonat mit Iodwasserstoffsäure.
{\displaystyle \mathrm {Ni(OH)_{2}+2\ HI\longrightarrow NiI_{2}+2\ H_{2}O} }

## Eigenschaften
Nickel(II)-iodid kristallisiert im trigonalen Kristallsystem mit der Raumgruppe R3m (Raumgruppen-Nr. 166) und den Gitterparametern a = 392,9 pm und c = 1981,1 pm, in der Elementarzelle befinden sich drei Formeleinheiten. Die Struktur entspricht damit der CdCl2-Struktur.
Nickel(II)-iodid löst sich, wie auch die anderen Nickelhalogenide außer Nickel(II)-fluorid, in Wasser zum blaugrünen Hexahydrat:
{\displaystyle \mathrm {NiI_{2}+6\ H_{2}O\longrightarrow [Ni(H_{2}O)_{6}]^{2+}+2\ I^{-}} }
Dessen Kristalle zerfließen an Luft schnell und färben sich braun unter Iodabscheidung. Ab 43 °C zersetzt sich die Verbindung. Beim Erhitzen auf einem Wasserbad wandelt es sich in die wasserfreie Form um.